# Dixa
Dixa är ett svenskt tryckeri med försäljningskontor i Stockholm. Företaget arbetar med att skapa och möjliggöra tryckt visuell kommunikation åt företag och organisationer. 

## Historia
Dixa har funnits i nästan 90 år. Ursprungligen grundades företaget som en skofabrik.